# Trichoglossus capistratus
Il lorichetto delle calendule (Trichoglossus capistratus (Bechstein, 1811)) è un uccello della famiglia Psittaculidae. La specie è endemica delle isole sud-est asiatiche di Sumba, Roti, Wetar, Kisar e Timor; dove abita il limite delle foreste primarie, secondarie, boschi e piantagioni, fino ad una altitudine di 500 m sul livello del mare sull'isola di Timor e fono ad almeno 950 m s.l.m. sull'isola Sumba.
In generale questa specie assomiglia lorichetto arcobaleno dalle tonalità più sbiadite, con il blu della testa non ben delineato e il petto che va dal arancione-giallo al giallo.

## Tassonomia
Il lorichetto delle calendule era prima considerato una sottospecie di lorichetto arcobaleno, ma dopo una revisione del 1997 è stato considerato come specie a sé.
Inoltre oggi questa specie viene suddivisa in tre sottospecie:
- Trichoglossus capistratus capistratus ((Bechstein, 1811)) - sottospecie nominale, diffusa su Timor;
- Trichoglossus capistratus fortis (Hartert, 1898) - diffusa nell'isola Sumba;
- Trichoglossus capistratus flavotectus (Hellmayr, 1914) - diffusa sulle isole Roti, Wetar, Kisar.